# Tabaré Viudez
Tabaré Uruguay Viudez Mora (Montevidéu, 8 de setembro de 1989) é um futebolista uruguaio que atua como meia. Atualmente, joga pelo Montevideo Wanderers.

## Carreira
Tabaré Viudez foi revelado pelo Defensor Sporting. Depois, foi emprestado ao Milan, mas teve seu contrato rescindido no dia 28 de agosto de 2009. Após ser dispensado pelo clube italiano, Viudez retornou ao Defensor Sporting. Depois, o jogador assinou com o Necaxa, do México. Para a temporada de 2011, assinou com o Nacional de Montevidéu.

### River Plate
Viudez integrou o River Plate na campanha vitoriosa da Libertadores da América de 2015.

## Títulos
Defensor Sporting
- Campeonato Uruguaio: 2007–08

Nacional
- Campeonato Uruguaio: 2010–11, 2011–12, 2016
- Torneio Intermédio: 2017, 2018

River Plate
- Taça Libertadores da América: 2015
- Copa Suruga Bank: 2015